# Г.Ф. Лавкрафт: Проти світу, проти життя
Г. Ф. Лавкрафт: проти світу, проти життя (фр. H. P. Lovecraft : Contre le monde, contre la vie) — літературно-критичний твір французького письменника Мішеля Вельбека про творчість Г.Ф. Лавкрафта. Англомовне видання для американського та британського ринку було перекладено Дорною Хазені та містить вступ за авторством американського письменника Стівена Кінга. У деяких виданнях книга також містить два найвідоміших оповідання Лавкрафта: «Поклик Ктулху» та «Шепіт у темряві».

## Огляд
У цій ранній опублікованій праці (яку він називає своїм «першим романом») Вельбек описує, що відкрив для себе Лавкрафта у підлітковому віці, і був вражений тим, як кожна історія являла собою, за його словами, «шматок виючого страху». Він описує захоплення антимодерністю Лавкрафта ,  яка, на його думку, є глибокою ненавистю Лавкрафта до життя та філософським запереченням реального світу; Вельбек зазначає, що в роботах останнього немає «жодного натяку на дві речі, яким ми зазвичай надаємо велике значення: секс та гроші». Він позиціонує Лавкрафта як американського екзистенціаліста, для якого ні життя, ні смерть не мають сенсу. Він також хвалить те, що вважає відмовою Лавкрафта від демократії та прогресивізму. 
Також відзначається інтерпретація Вельбеком расових упереджень Лавкрафта, джерелом яких він вважає 24-місячний період, протягом якого Лавкрафт жив у порівняно расово змішаному Нью-Йорку 1920-х років,  де, за словами Вельбека, Лавкрафт навчився «повертати расизм до його основного і найглибшого ядра: страху». Він звертає увагу на повторюваний у фантастиці Лавкрафта образ величезного, огидного міста, що кишить жахливими істотами.
Прийняття Вельбеком філософії Шопенгауера  мало помітний вплив на його реакцію на Лавкрафта.